# Ceriagrion glabrum
Ceriagrion glabrum é uma espécie de donzelinha da família Coenagrionidae.
Pode ser encontrada nos seguintes países: África do Sul, Angola, Botswana, Burkina Faso, Burundi, Camarões, Chade, República do Congo, República Democrática do Congo, Costa do Marfim, Egipto, Guiné Equatorial, Etiópia, Gabão, Gâmbia, Gana, Guiné, Libéria, Madagáscar, Malawi, Mali, Maurícia, Moçambique, Namíbia, Níger, Nigéria, Quénia, Reunião, São Tomé e Príncipe, Senegal, Serra Leoa, Seychelles, Somália, Sudão, Tanzânia, Togo, Uganda, Zâmbia e Zimbabwe.
Os seus habitats naturais são: rios, rios intermitentes, áreas húmidas dominadas por vegetação arbustiva, pântanos, lagos de água doce, lagos intermitentes de água doce, marismas de água doce, marismas intermitentes de água doce e nascentes de água doce.